# 杰伊·哈泽尔
杰伊·C·哈泽尔（英語：Jay C. Hartzell，1969年9月1日—），美国经济学家，德克薩斯大學奧斯汀分校第30任校长 。

## 早年生活和教育
哈泽尔于1969年9月1日出生于美国中部的堪萨斯州，在俄克拉荷马州长大。1991年，哈泽尔从位于得克萨斯州圣安东尼奥市的三一大学荣誉毕业并获得工商管理和经济学学士学位，之后又于1998年从得克萨斯大学奥斯汀分校获金融学博士学位。1998年至2001年，他在纽约大学史登商学院任金融学助理教授。

## 德克萨斯大学奥斯汀分校
2001年起，哈泽尔回到得克萨斯大学奥斯汀分校麦库姆斯商学院任教，并于2020年9月起担任该校校长。根据公开资料披露，哈泽尔担任校长期间的年薪约为125万美元。

## 争议

### 撤销学校多样性部门
2023年4月，得克萨斯州参议院第17号法案在州议会表决通过，并由州长格雷格·阿博特签署后于2024年1月正式生效。该法案修改了得克萨斯州教育法第51条第5325款的规定，禁止州内公立大学参与“多样性、平等性和包容性”活动（主要为女性、性少数群体及少数族裔权益保护）。为配合法律实施，得克萨斯大学奥斯汀分校于2023年12月14日宣布将原"多样性和社区参与部"改名为“校园与社区参与部”。
2024年3月26日，得克萨斯州共和党籍参议员布兰顿·克雷顿致信得克萨斯大学系统和校董会，敦促各州立大学完全遵守参议院第十七号法案。4月2日，哈泽尔校长在没有预先告知的情况下宣布解散“校园与社区参与部”，并解雇至少66名员工，其中大部分是女性和有色人种。校方过度服从反多样性法案的做法招致了大量批评，并引发了校内的大规模抗议。500多利益相关人士向校方情愿，要求召开对话会，但哈泽尔没有进行回应。在2024年4月15日召开的教师理事会会议上，面对越来越多的批评，哈泽尔回应称，解散“校园与社区参与部”的决定是为了回应来自共和党主导的州立法机构和校董会的威胁，且为了应对共和党人对高等教育的舆论潮流变化，并恢复他们对大学的“信心”。次日，得克萨斯州公务员工会决定于2024年4月25日中午在该校主楼外举行示威游行，抗议哈泽尔撤销学校多样性部门和无序裁员，该游行后因亲巴勒斯坦抗议推迟到4月29日。

### 镇压亲巴勒斯坦学生运动
主条目：以哈戰爭期間美國境內的抗議
2024年4月，为了响应哥伦比亚大学的反战扎营学生运动，得克萨斯大学奥斯汀分校的学生组织“巴勒斯坦团结委员会”向学校申请于24日中午进行集会抗议。2024年4月23日，校方以“意欲占领校园”为由驳回了集会申请，并警告如果不取消集会，将会纪律处分集会的参与者，随后，“巴勒斯坦团结委员会”表示将按原计划举行集会。
4月24日，在哈泽尔的明确授意和德克薩斯州州長格雷格·阿博特的协调下，校方请求奥斯汀警察局和德克萨斯州公安部协助平息大规模亲巴勒斯坦的学生运动和抗议人群对大学的所谓占领 ，这与阿博特和哈泽尔数年前大加赞扬的校园言论自由的说法大相径庭。当天中午，数百名来自校、市、州三级的镇暴警察和骑兵携带战术装备进入学校，驱赶并抓捕正在进行抗议活动的示威群众，此举造成多人受伤并导致至少57人被捕，其中29人是该校学生和教职工，还有1人为福克斯新闻7台驻奥斯汀的摄影记者 。4月25日，因警方无法提供足够证据，特拉维斯县地检署撤销了46名被捕的抗议者的“非法入侵”指控 ，其余11名抗议者的指控也于26日撤销，所有被捕的抗议者已全部释放。24日事件当晚，哈泽尔向全校发布公开信，表示“此次示威有校外人士干预，意欲占领校园”、“学校不会被占领”并向警方表示感谢。25日，学校教务长伍德通过全体邮件和张贴传单的方式发布了新的抗议活动守则，新规包括了“禁止佩戴面罩”和“晚上十点之后宵禁”等充满争议性的条款，当地警方开始24小时驻扎校内。26日，校方暂停了“巴勒斯坦团结委员会”的学生社团地位。
校方和警方处理此次事件的方式随即遭到了包括教职员工、学生、该地区的数位民主党籍立法会议员以及第一修正案倡导团体 的来自社会各界的强烈谴责。4月25日，得克萨斯大学奥斯汀分校教师理事会执行委员会通过全体邮件的方式发表官方声明，对“邀请警方入校并通过暴力方式阻挠和平抗议”表示严重关切，并对和平抗议表示支持。当日中午，超过一千名学生、教职员工和校友在德克萨斯大学奥斯汀分校主楼外抗议，要求哈泽尔立刻辞职。同时，美国大学教授协会驻得州大学分会发表了谴责哈泽尔的公开信，并开始联署对哈泽尔的不信任动议。在公开信发出的72小时内，已有507名教授和讲师（占该校所有教职工的约15%）签署了请愿书，其中包括至少7位系主任、该校文理学院院长和学生工作部主任。另外还有至少 165 名教职工签署了一封独立的公开信，强烈谴责哈泽尔压制言论自由、危害校园和社区的行为 。4月26日、27日和28日，学生继续在校内举行小规模抗议活动。
4月29日早上8点30分，获得了539位教职工签名的对哈泽尔的不信任动议联署被正式提交。当日中午12点15分，多位教授和亲巴勒斯坦学生群体开始在主楼前聚集，抗议4月初校长撤销多样性部门的决定。之后，大约50名亲巴勒斯坦的示威者开始在学校主楼南侧的草坪上尝试扎营，镇暴警察迅速到达现场并开始抓捕示威群众。随后，警方和不断聚集的学生群体爆发大规模冲突，约80人被警方逮捕。下午五点半左右，警方和押运被捕人员的车辆在驶离学校的过程中被示威学生组成的人墙挡住去路，警方随即释放了烟雾弹、催泪瓦斯和震爆弹驱散群众，造成多人受伤。